# Bad Schwartau
Bad Schwartau est une ville située dans l'arrondissement du Holstein-de-l'Est (Landkreis Ostholstein) du Land Schleswig-Holstein, en Allemagne. Elle se trouve dans l'agglomération de la ville de Lübeck, au nord-ouest.

## Histoire
| Appartenances historiques Principauté épiscopale de Lübeck 1180-1803 Duché d'Oldenbourg (Principauté de Lübeck) 1803-1811 Empire français (Bouches-de-l'Elbe) 1811-1814 Duché d'Oldenbourg (Principauté de Lübeck) 1814-1829 Grand-duché d'Oldenbourg (Principauté de Lübeck) 1829-1918 République de Weimar 1918-1933 Reich allemand 1933-1945 Allemagne occupée 1945-1949 Allemagne 1949-présent |

## Jumelages
- Bad Doberan (Allemagne) depuis le 3 octobre 1991[1]
- Czaplinek (Pologne) depuis le 16 mai 1993[2]
- Villemoisson-sur-Orge (France) depuis le 19 mars 1999[3]

## Personnalités
- Kuno zu Rantzau-Breitenburg (1805-1882), architecte né à Bad Schwartau
- Hermann Griesbach (1854-1941), naturaliste né à Bad Schwartau
- Paul Peterich (1864-1937), sculpteur né à Bad Schwartau
- Hans Böhmcker (1899-1942), homme politique né à Bad Schwartau
- Karl Schultz (1937-), cavalier né à Bad Schwartau